# Edith Wolf
Edith Wolf (de soltera Hunkeler) es una ex atleta en sillas de ruedas suiza, que compitió en la clasificación T54 . Participó en un rango de distancias desde 400 metros hasta eventos de maratón y es una ganadora múltiple de los Juegos Mundiales y Paralímpicos.También tiene ocho títulos importantes de maratón a su nombre al haber ganado la carrera de mujeres en silla de ruedas en el Maratón de Berlín (2011), el Maratón de Boston (2002 y 2006) y el Maratón de Nueva York (2004, 2005, 2007, 2008 y 2009).

## Biografía
Sufrió un accidente automovilístico a los 22 años que la dejó parapléjica. Comenzó a correr en silla de ruedas dos años después.

## Carrera de atletismo
En los Juegos Olímpicos de 2004, terminó sexta en el deporte de demostración de silla de ruedas de 800 m femeninos. También participó en los Juegos Paralímpicos de Verano de 2004, donde ganó una medalla de plata en las carreras de 1500 y 5000 metros. En los Juegos Paralímpicos de 2008, tomó el bronce en los 1500 metros y oro en el maratón. Avanzó a la final de los 5000 metros, pero se estrelló poco antes del final de la carrera. Sufrió una fractura de clavícula en el accidente y fue descalificada para participar en la repetición de la carrera.
Ganó la división de sillas de ruedas para mujeres del Maratón de Nueva York en 2004, 2005, 2007, 2008 y 2009. Fue honrada por New York Road Runners el 1 de noviembre de 2018 durante la TCS New York City Marathon Race Week.